# Cartigny-l'Épinay

Cartigny-l'Épinay este o comună în departamentul Calvados, Franța. În 1 ianuarie 2022 avea o populație de 301 de locuitori.